# Sowerby Bridge
Sowerby Bridge – miasto w Wielkiej Brytanii, w Anglii, w regionie Yorkshire and the Humber, w hrabstwie West Yorkshire. W 2001 r. miasto to zamieszkiwało 9 948 osób.